# Vaibus
Vaibus s.c.a.r.l. è stato il gestore del trasporto pubblico a Lucca e in tutta la provincia, fino al 1º novembre 2021. 

## Esercizio

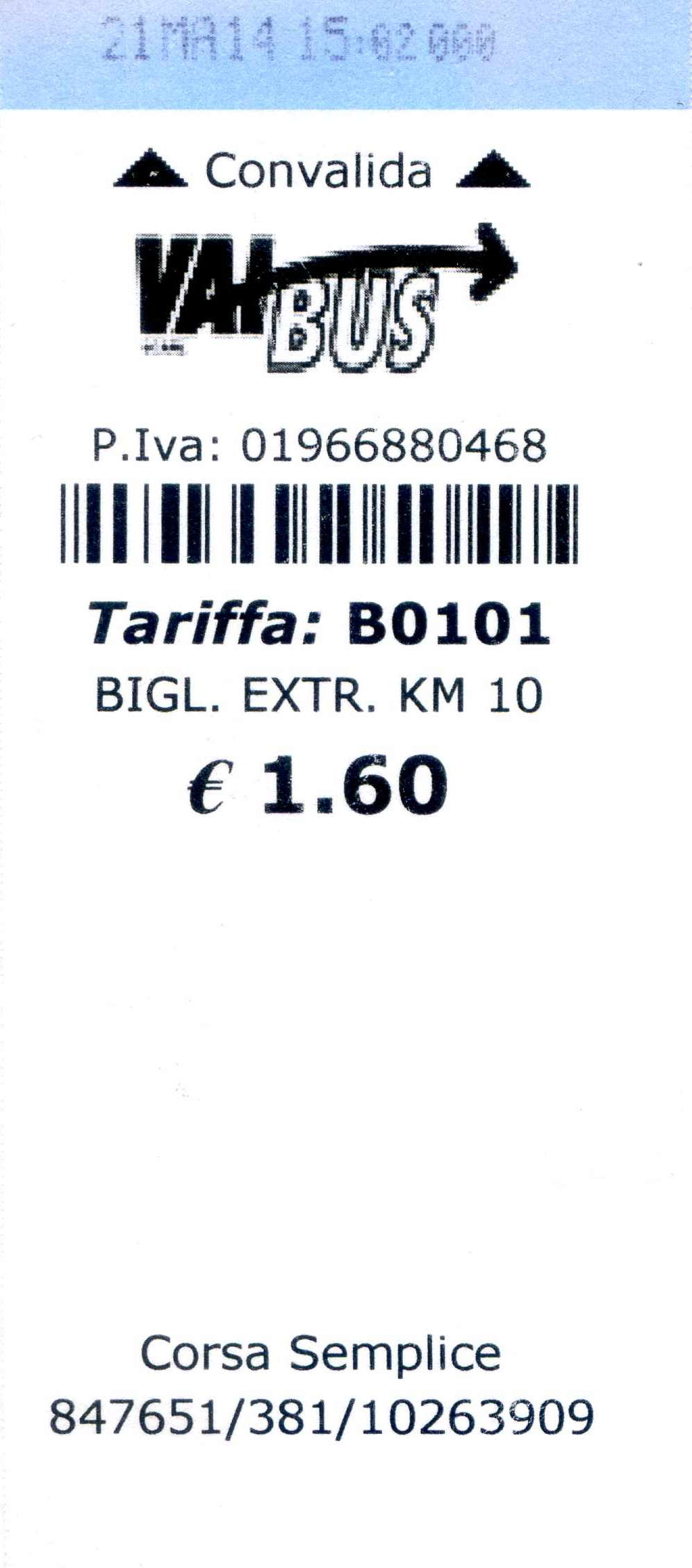
Un biglietto suburbano Vaibus

I soci consortili sono stati CLAP, Trasporti Toscani srlu e Club scpa.
Dal 1º gennaio 2018 Vaibus gestisce operativamente il servizio automobilistico di TPL nel Bacino territoriale di Lucca in attuazione del contratto ponte 2018-2019 tra Regione Toscana e la società ONE scarl, di cui la stessa fa parte.
Dal 1º gennaio 2020 opera in virtù di atti d’obbligo mensili emanati dalla Regione Toscana.

### Cessione del servizio
Dal 1º novembre 2021 il trasporto pubblico passa in gestione alla multinazionale RATP, tramite la controllata Autolinee Toscane, società risultante vincitrice di un precedente appalto indetto dalla Regione Toscana. 

## Autostazioni
La società utilizza le seguenti autostazioni presenziate e munite di biglietteria:
- Lucca Piazzale Verdi
- Viareggio Piazza D'Azeglio
- Firenze Largo Alinari, agenzia Cap

## Parco aziendale
Nel 2005, la flotta era costituita da 77 autobus urbani, 16 suburbani e 226 interurbani.